# Melanagromyza schlingeri
Melanagromyza schlingeri este o specie de muște din genul Melanagromyza, familia Agromyzidae, descrisă de Mitsuhiro Sasakawa în anul 1992. Conform Catalogue of Life specia Melanagromyza schlingeri nu are subspecii cunoscute.